# شاباي (فلم 2015)
تشابي (بالإنجليزية: Chappie) هو فيلم تم إنتاجه في الولايات المتحدة وصدر يوم 6 مارس 2015. الفيلم من إخراج نيل بلومكامب وكتابة نيل بلومكامب.

## القصة
الفلم يحكي قصة عالم يقوم بابتكار رجال آليين لمساعدة الشرطة في محاربة الفساد والجريمة
لكن اثناء أحد عمليات المداهمة يصاب أحد هذه الروبوتات (تشابي) بقذيفة ار بي جي في صدره اثناء ملاحقتهم لزعيم عصابة خطير، يقرر مجموعة من العلماء تفكيك هذا الروبوت المتضرر لأن لا فائدة منه الآن بعد تضرره والتحام بطاريته مع بدنه
يقرر العالم الذي اخترعه بأخذه سرا وتجريب برنامجه الجديد عليه المسمى بالوعي فتعترضه مجموعة من افراد العصابات في الطريق ويقوموا بتهديده بالقتل إذا لم يبرمج هذا الروبوت بأن يصبح فرد عصابات مصمم للقتل لكن صانعه يجعل تشابي يعد ان لا يرتكب أي جريمة لانه امر سيئ.
يرتبط هذا الروبوت بافراد العصابة فتسميه امه تشابي (يعني الرفيق) ويقوم الولايات المتحدة (صديق تشابي) بتعليمه كيف يتصرف كفرد عصابة بمساعدة ابيه بينما تسود احداث مضحكة فيصبحون كعائلة بالنسبة له، لكنه يكتشف ان هذا لن يدوم لأن بطاريته ستنفذ بعد 5 أيام ولا يستطيع تغيرها لانها التحمت ببدنه فيخدعه والده ليقوم ببعض السرقات لكي يجمع المال من اجل شراء جسد جديد لينقل له وعيه فيصادف احداث غير متوقعة حيث يقوم شرطي باستعمال روبوت موجه عن بعد لقتل هذه العصابة فيموت أمريكا (صديق تشابي) وأمه (ام تشابي) ويصاب صانعه برصاصة فلا يجد الوقت الكافي لانقاذه لذا يقرر ان يذهب لمركز التصنيع حيث يصنعون امثاله. ويقوم بنقل وعيه إلى جسد جديد ونقل وعي صانعه إلى جسم روبوت.
بعدما قام في السابق بنسخ وعي امه يقوم بصنع روبوت من نوع جديد ويزرع فيه هذه النسخة.

## الممثلون والشخصيات
- شارلتو كوبلي (بدور: شاباي (صوت فقط))
- هيو جاكمان (بدور: فينكينت)
- ديف باتل (بدور: ديون)
- سيغورني ويفر
- جوسي بابلو كانتلو (بدور: يانكي)
- انري ديو تويت
- واتكين تيودور جونيس

## الميزانية والإيرادات
بلغت تكلفة إنتاج الفيلم حوالي 60 مليون دولار.

## وصلات خارجية
- شاباي على موقع IMDb (الإنجليزية)
- شاباي على موقع ميتاكريتيك (الإنجليزية)
- شاباي على موقع روتن توميتوز (الإنجليزية)
- شاباي على موقع نتفليكس (الإنجليزية)
- شاباي على موقع قاعدة بيانات الأفلام العربية
- شاباي على موقع ألو سيني (الفرنسية)
- شاباي على موقع Turner Classic Movies (الإنجليزية)
- شاباي على موقع أول موفي (الإنجليزية)
- شاباي على موقع بوكس أوفيس موجو (الإنجليزية)
- شاباي على موقع فيلمافينيتي (الإسبانية)

1. 1 2  مانوهلا دارغيس (5 مارس 2015). "Review: In 'Chappie,' a Smart Robot Runs With the Wrong Crowd". نيويورك تايمز. اطلع عليه بتاريخ 2021-07-16.
2. ↑  "Chappie". فيلمافينيتي (بمتعدد اللغات). Retrieved 2021-07-16.{{استشهاد ويب}}:  صيانة الاستشهاد: لغة غير مدعومة (link)
3. ↑  "Chappie". ميتاكريتيك (بالإنجليزية). Retrieved 2021-06-16.
4. 1 2  "Chappie". ميتاكريتيك (بالإنجليزية). Retrieved 2021-07-16.
5. ↑  وصلة مرجع: https://www.ribaj.com/culture/making-the-ponte-olly-wainwright.
6. ↑  "Chappie". بوكس أوفيس موجو (بالإنجليزية). Archived from the original on 2015-05-28. Retrieved 2021-07-16.
7. ↑  Chappie (2015) - IMDb نسخة محفوظة 24 يناير 2018 على موقع واي باك مشين.